# Петроний Аниан
Вижте пояснителната страница за други личности с името Аниан.
Петроний Аниан (на латински: Petronius Annianus) е политик на Римската империя през 4 век по времето на император Константин Велики.
През 314 г. Аниан е консул заедно с Гай Цейоний Руфий Волузиан.
През 315 – 317 г. той e преториански префект.